# Conopias
Genre
Conopias est un genre d'oiseaux de la famille des Tyrannidae.

## Liste des espèces
Selon la classification de référence du Congrès ornithologique international (version 6.4, 2016) :
- Tyran diadème - Conopias albovittatus (Lawrence, 1862)
  - Conopias albovittatus distinctus (Ridgway, 1908)
  - Conopias albovittatus albovittatus (Lawrence, 1862)
- Tyran de Pelzeln - Conopias parvus (Pelzeln, 1868)
- Tyran à triple bandeau - Conopias trivirgatus (zu Wied-Neuwied, 1831)
  - Conopias trivirgatus berlepschi Snethlage, E, 1914
  - Conopias trivirgatus trivirgatus (zu Wied-Neuwied, 1831)
- Tyran à sourcils jaunes - Conopias cinchoneti (Tschudi, 1844)
  - Conopias cinchoneti icterophrys (Lafresnaye, 1845)
  - Conopias cinchoneti cinchoneti (Tschudi, 1844)